# Ekonomisk demokrati
Ekonomisk demokrati är ett tvetydigt begrepp som vanligen åsyftar arbetstagares möjlighet att styra över den egna arbetsplatsen (arbetsplatsdemokrati) eller en bredare tankeströmning om det allmännas styrning över ekonomin och näringslivet.
Begreppet förekommer oftast inom den socialistiska idétraditionen som tenderar att dela upp demokratibegreppet i politisk demokrati, social demokrati och ekonomisk demokrati.
Fler framstående förespråkare av ekonomisk demokrati är Ernst Wigforss, Bertrand Russell, John Dewey, Robert A. Dahl, Carole Pateman, och David Ellerman. Ellerman menar att ekonomisk demokrati innebär att de anställda på företagen har rätten att välja styrelsen på sina företag efter principen en (1) person, en (1) röst. Detta är enligt Ellerman fullt förenligt med en marknadsekonomi och en nödvändig förutsättning för att principerna bakom demokrati och privategendom ska realiseras.
Begreppet har inte någon exakt definition utan används inom flera olika områden och nivåer i den politiska och ekonomiska debatten. På det individuella planet innebär ekonomisk demokrati en jämn fördelning av ekonomiska rättigheter och möjligheter. Denna del av begreppet har sitt ursprung i en liberal tradition och går ut på att individuellt arbete, ansträngningar och talang ska avgöra om man lyckades eller misslyckades i livet snarare än personens kön, etnicitet eller sociala bakgrund. För att uppnå detta förespråkas ett allmänt och jämlikt utbildningssystem, jämlika rättigheter inom det ekonomiska området och 100-procentig arvsskatt. Inom arbetslivet handlar ekonomisk demokrati om att ge löntagarna större makt över företagen genom skapandet av kooperativ eller arbetarstyrda företag. I Sverige var löntagarfonder ett omdiskuterat förslag för att främja ekonomisk demokrati. Enligt förslaget skulle löntagarna ges inflytande över storföretagen genom sina fackliga representanter. Ekonomisk demokrati kan även innebära demokratisk styrning av samhällsekonomin ofta genom någon form av planekonomi eller genom ett stort inflytande från arbetstagarna över beslut, vinst och produktion, på respektive företag.